# La victoria de Wellington

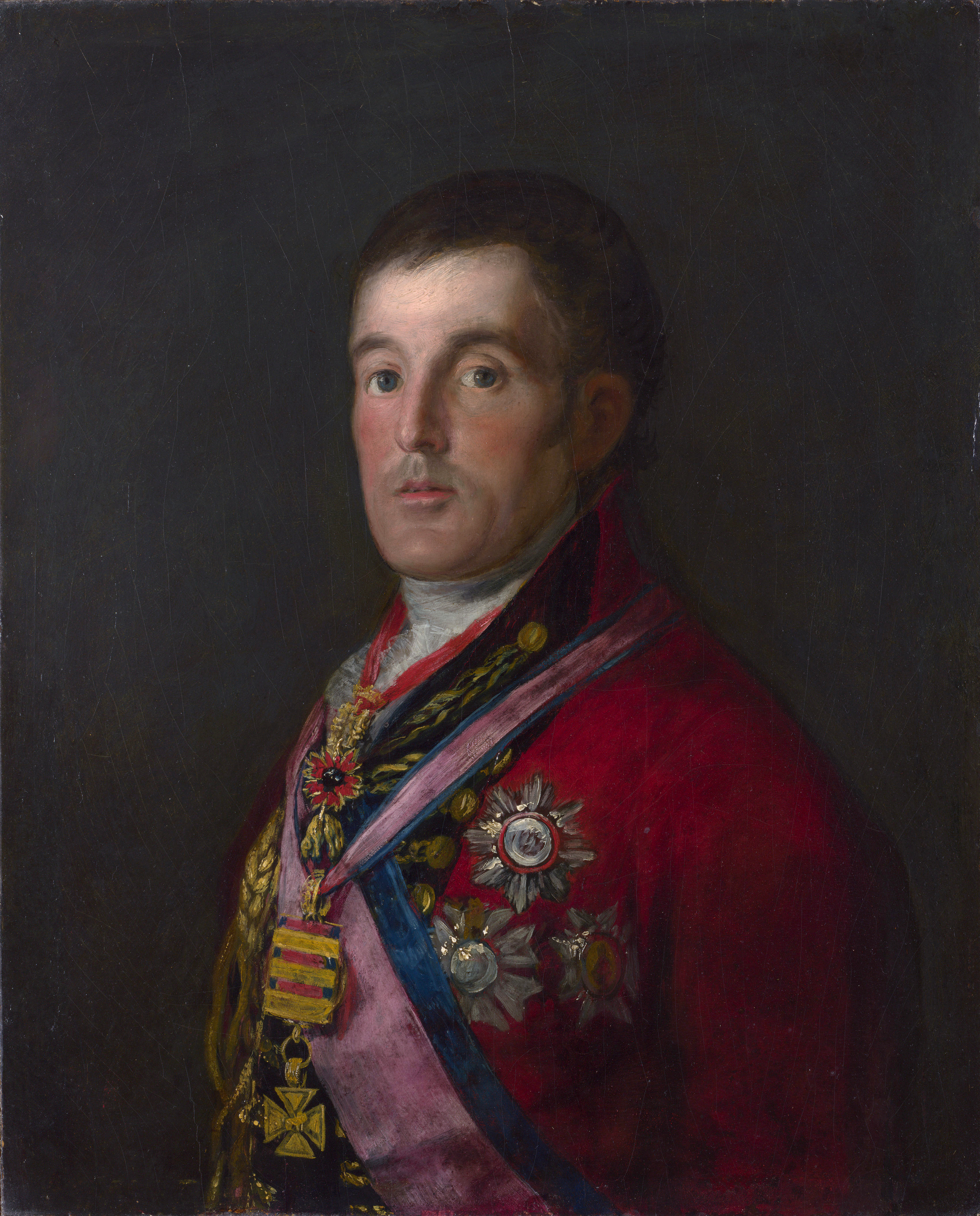
El Duque de Wellington, victorioso sobre las tropas napoleónicas en Vitoria en 1813.

Wellingtons Sieg (en castellano La Victoria de Wellington o también La Batalla de Vitoria), opus 91, es una obra orquestal de Ludwig van Beethoven compuesta en 1813 para celebrar la victoria de las tropas británicas, españolas y portuguesas, comandadas por el duque de Wellington Sir Arthur Wellesley, sobre el ejército francés en los alrededores de la ciudad de Vitoria el 21 de junio de ese mismo año.

## Posteridad
Beethoven, consciente de que se trataba de una pieza menor, calificó la Victoria de Wellington de «estupidez».[cita requerida] A pesar de su mediocridad, esta obra fue una de las piezas más célebres durante la vida del compositor.[cita requerida] Es una pieza que no se conoce por su totalidad, sino por algunos fragmentos famosos.
Con la obertura 1812 de Piotr Ilich Chaikovski y La batalla de los hunos de Franz Liszt, La victoria de Wellington forma parte de las obras que conmemoran una gran batalla militar.

## Ejecución
La duración de ejecución de la obra es de unos quince minutos. Beethoven introdujo dos temas populares: Marlbrough se va a la guerra (transformado en Mambrú se fue a la guerra por la pronunciación española) para simbolizar Francia, Rule Britannia y God Save the King para simbolizar Inglaterra. 193 disparos de cañón pueden ser escuchados en esta página sinfónica pintoresca.